# Nuoto ai campionati mondiali di nuoto 2023 - Staffetta 4x100 metri misti mista
La gara di nuoto della staffetta 4x100 metri misti mista dei campionati mondiali di nuoto 2023 è stata disputata il 26 luglio 2023 presso il Marine Messe Fukuoka di Fukuoka. Vi hanno preso parte 43 squadre nazionali.
La competizione è stata vinta dalla squadra cinese, formata da Xu Jiayu, Qin Haiyang, Zhang Yufei e Cheng Yujie, mentre l'argento e il bronzo sono andati rispettivamente alla squadra australiana, formata da Kaylee McKeown, Zac Stubblety-Cook, Matthew Temple e Shayna Jack, e a quella statunitense, formata da Ryan Murphy, Nic Fink, Torri Huske e Kate Douglass.

## Podio
| Posizione | Nazione     | Atleti |
| --------- | ----------- | --- |
| Oro       | Cina        | Xu Jiayu Qin Haiyang Zhang Yufei Cheng Yujie Yan Zibei* Wang Yichun* Wu Qingfeng*                           |
| Argento   | Australia   | Kaylee McKeown Zac Stubblety-Cook Matthew Temple Shayna Jack Bradley Woodward* Sam Williamson* Emma McKeon* |
| Bronzo    | Stati Uniti | Ryan Murphy Nic Fink Torri Huske Kate Douglass Katharine Berkoff* Josh Matheny* Dare Rose* Abbey Weitzeil*  |

* Indica i nuotatori che hanno preso parte solo alle batterie

## Programma
| Data           | Ora (UTC+9) | Turno    |
| -------------- | ----------- | -------- |
| 26 luglio 2023 | 11:56       | Batterie |
| 26 luglio 2023 | 21:48       | Finale   |

## Record
Prima della competizione il record del mondo e il record dei campionati erano i seguenti:
| Record mondiale       | 3'37"58 | Gran Bretagna Kathleen Dawson (58"80) Adam Peaty (56"78) James Guy (50"00) Anna Hopkin (52"00)     | 31 luglio 2021 Tokyo, Giappone    |
| Record dei campionati | 3'38"56 | Stati Uniti Matt Grevers (52"32) Lilly King (1'04"15) Caeleb Dressel (49"92) Simone Manuel (52"17) | 26 luglio 2017 Budapest, Ungheria |

Nel corso della competizione non sono stati migliorati.

## Risultati

### Batterie
| Pos. | Batteria | Corsia | Nazione                       | Atleti | Tempo   | Note             |
| ---- | -------- | ------ | ----------------------------- | --- | ------- | ---------------- |
| 1    | 5        | 4      | Stati Uniti                   | Katharine Berkoff (59"12) Josh Matheny (58"45) Dare Rose (50"50) Abbey Weitzeil (52"40)                                    | 3'40"47 | Q                |
| 2    | 4        | 4      | Australia                     | Bradley Woodward (53"63) Sam Williamson (58"88) Emma McKeon (56"70) Shayna Jack (51"66)                                    | 3'40"87 | Q                |
| 3    | 5        | 5      | Paesi Bassi                   | Maaike de Waard (1'00"07) Arno Kamminga (58"72) Nyls Korstanje (50"53) Marrit Steenbergen (52"13)                          | 3'41"45 | Q                |
| 4    | 4        | 3      | Cina                          | Xu Jiayu (52"68) Yan Zibei (59"00) Wang Yichun (57"46) Wu Qingfeng (53"35)                                                 | 3'42"49 | Q                |
| 5    | 4        | 5      | Gran Bretagna                 | Medi Harris (59"71) James Wilby (59"34) Jacob Peters (51"03) Anna Hopkin (53"39)                                           | 3'43"47 | Q                |
| 6    | 5        | 6      | Canada                        | Ingrid Wilm (59"68) James Dergousoff (1'00"24) Margaret MacNeil (56"74) Ruslan Gaziev (47"66)                              | 3'44"32 | Q                |
| 7    | 4        | 6      | Giappone                      | Ryōsuke Irie (53"63) Ippei Watanabe (59"48) Ai Soma (57"73) Rikako Ikee (53"95)                                            | 3'44"79 | Q                |
| 8    | 4        | 2      | Germania                      | Ole Braunschweig (53"66) Lucas Matzerath (58"97) Angelina Köhler (56"65) Lisa-Marie Finger (56"06)                         | 3'45"34 | Q                |
| 9    | 4        | 8      | Svezia                        | Hanna Rosvall (1'00"37) Erik Persson (1'00"12) Louise Hansson (57"05) Björn Seeliger (48"31)                               | 3'45"85 |                  |
| 10   | 5        | 7      | Francia                       | Pauline Mahieu (1'00"45) Clément Bidard (1'00"11) Stanislas Huille (51"69) Béryl Gastaldello (53"82)                       | 3'46"07 |                  |
| 11   | 5        | 3      | Italia                        | Lorenzo Mora (54"69) Federico Poggio (58"87) Ilaria Bianchi (58"39) Costanza Cocconcelli (54"13)                           | 3'46"08 |                  |
| 12   | 5        | 2      | Polonia                       | Ksawery Masiuk (53"88) Dominika Sztandera (1'06"61) Adrian Jaskiewicz (51"35) Kornelia Fiedkiewicz (54"45)                 | 3'46"29 |                  |
| 13   | 3        | 5      | Corea del Sud                 | Lee Eun-ji (1'00"41) Choi Dong-yeol (59"50) Kim Young-beom (52"25) Hur Yeon-kyung (54"93)                                  | 3'47"09 |                  |
| 14   | 4        | 7      | Grecia                        | Apostolos Christou (54"38) Arkadios Aspougalis (1'01"30) Anna Ntountounaki (57"40) Maria-Thaleia Drasidou (55"88)          | 3'47"57 |                  |
| 15   | 4        | 1      | Israele                       | Anastasia Gorbenko (1'00"13) Ron Polonsky (1'00"17) Tomer Frankel (52"15) Daria Golovaty (55"31)                           | 3'47"76 |                  |
| 16   | 5        | 1      | Brasile                       | Guilherme Basseto (54"28) Jhennifer Conceição (1'08"07) Kayky Mota (51"51) Stephanie Balduccini (54"14)                    | 3'48"00 |                  |
| 17   | 3        | 3      | Nuova Zelanda                 | Helena Gasson (1'00"68) Josh Gilbert (1'01"03) Vanessa Ouwehand (59"07) Carter Swift (48"48)                               | 3'49"26 |                  |
| 18   | 1        | 4      | Messico                       | Miranda Grana (1'03"11) Miguel de Lara (1'00"94) Athena Meneses (1'00"75) Andres Dupont (48"58)                            | 3'53"38 |                  |
| 19   | 5        | 9      | Estonia                       | Armin Evert Lelle (57"16) Eneli Jefimova (1'06"83) Daniel Zaitsev (52"61) Aleksa Gold (56"90)                              | 3'53"50 |                  |
| 20   | 1        | 2      | Belgio                        | Stan Franckx (56"28) Florine Gaspard (1'08"80) Valentine Dumont (59"67) Lucas Pierre Henveaux (49"34)                      | 3'54"06 |                  |
| 21   | 4        | 0      | Ungheria                      | Áron Székely (55"96) Dalma Sebestyén (1'09"75) Lora Komoróczy (1'00"86) Dániel Mészáros (50"25)                            | 3'56"82 |                  |
| 22   | 5        | 0      | Colombia                      | Santiago Corredor (57"59) Jorge Murillo (1'01"41) Karen Durango (1'01"89) Sirena Rowe (56"58)                              | 3'57"47 |                  |
| 23   | 3        | 4      | Slovacchia                    | Teresa Ivan (1'03"44) František Jablčník (1'06"21) Andrea Podmaníková (1'02"11) Matej Duša (49"93)                         | 4'01"69 |                  |
| 24   | 3        | 7      | Bahamas                       | Lamar Taylor (55"03) Rhanishka Gibbs (1'15"42) Davante Carey (54"80) Zaylie Thompson (58"73)                               | 4'03"98 |                  |
| 25   | 3        | 6      | Perù                          | Alexia Sotomayor (1'05"21) McKenna de Bever (1'14"36) Diego Balbi (54"18) Joaquin Vargas (51"25)                           | 4'05"00 |                  |
| 26   | 4        | 9      | Thailandia                    | Saovanee Boonamphai (1'06"29) Dulyawat Kaewsriyong (1'05"50) Navaphat Wongcharoen (54"85) Kamonchanok Kwanmuang (58"39)    | 4'05"03 |                  |
| 27   | 1        | 7      | Panama                        | Carolina Cermelli (1'04"75) Emily Santos (1'10"68) Jeancarlo Calderón (56"95) Tyler Christianson (54"70)                   | 4'07"08 |                  |
| 28   | 2        | 1      | Armenia                       | Artur Barseghyan (1'02"72) Ashot Chakhoyan (1'05"45) Varsenik Manucharyan (1'03"02) Ani Poghosyan (58"84)                  | 4'09"83 | Record nazionale |
| 29   | 1        | 6      | Mongolia                      | Enkh-Amgalangiin Ariuntamir (1'08"41) Batbayaryn Enkhtamir (1'06"87) Enkhtur Erkhes (58"15) Batbayaryn Enkhkhüslen (57"02) | 4'10"45 | Record nazionale |
| 30   | 3        | 1      | Suspended Member Federation   | Swaleh Abubakar Talib (1'06"03) Maria Brunlehner (1'13"83) Emily Muteti (1'02"71) Monyo Maina (52"79)                      | 4'15"36 |                  |
| 31   | 3        | 8      | Uganda                        | Adnan Kabuye (1'03"60) Tendo Mukalazi (1'07"40) Tara Naluwoza (1'09"31) Kirabo Namutebi (59"39)                            | 4'19"70 |                  |
| 32   | 3        | 0      | Angola                        | Salvador Gordo (1'01"31) Maria Freitas (1'20"21) Lia Lima (1'07"36) Henrique Mascarenhas (52"27)                           | 4'21"15 |                  |
| 33   | 2        | 2      | Bahrein                       | Asma Lefalher (1'13"55) Abdulla Khalid Jamal (1'06"11) Ali Sadeq Alawi (1'00"75) Ayah Binrajab (1'03"99)                   | 4'24"40 |                  |
| 34   | 2        | 7      | Nigeria                       | Clinton Opute (1'07"38) Adaku Nwandu (1'23"16) Dorcas Abeng (57"10) Colins Ebingha (1'01"26)                               | 4'28"90 |                  |
| 35   | 3        | 9      | Isole Marianne Settentrionali | Isaiah Aleksenko (58"58) Maria Batallones (1'21"15) Anthony Deleon Guerrero (1'03"42) Shoko Litulumar (1'08"78)            | 4'31"93 |                  |
| 36   | 2        | 9      | Papua Nuova Guinea            | Abigail Ai Tom (1'15"56) Georgia-Leigh Vele (1'17"41) Nathaniel Noka (1'03"88) Josh Tarere (55"46)                         | 4'32"31 |                  |
| 37   | 2        | 8      | Micronesia                    | Kyler Kihleng (1'12"03) Tasi Limtiaco (1'04"17) Kestra Kihleng (1'14"09) Taeyanna Adams (1'06"67)                          | 4'36"96 |                  |
| 38   | 2        | 0      | Capo Verde                    | La Troya Pina (1'16"55) Jayla Pina (1'14"28) Troy Pina (1'06"82) Ailton Lima (59"46)                                       | 4'37"11 |                  |
| 39   | 2        | 3      | Tanzania                      | Ria Save (1'16"14) Hilal Hilal (1'15"91) Collins Saliboko (58"97) Sophia Latiff (1'06"33)                                  | 4'37"35 |                  |
| 40   | 1        | 3      | Tonga                         | Kapeli Siua (1'10"09) Noelani Day (1'25"13) Finau Ohufai (1'00"29) Charissa Panuve (1'03"91)                               | 4'39"42 |                  |
| 41   | 2        | 4      | Guam                          | Israel Poppe (1'03"93) Amaya Bollinger (1'38"00) James Hendrix (57"58) Mia Lee (1'01"17)                                   | 4'40"68 |                  |
| 42   | 2        | 5      | Maldive                       | Ali Imaan (1'05"47) Hamna Ahmed (1'31"10) Mohamed Rihan Shiham (1'03"93) Meral Ayn Latheef (1'10"14)                       | 4'50"64 |                  |
| -    | 2        | 6      | Malawi                        | Ammara Pinto (1'19"09) Filipe Gomes Muhammad Ali Moosa Tayamika Chang'Anamuno                                              | -       | dq               |
| -    | 1        | 5      | Antigua e Barbuda             | | -       | dns              |
| -    | 3        | 2      | Spagna                        | | -       | dns              |
| -    | 5        | 8      | Singapore                     | | -       | dns              |

### Finale
| Pos.    | Corsia | Nazione       | Atleti                                                                                            | Tempo   | Note |
| ------- | ------ | ------------- | ------------------------------------------------------------------------------------------------- | ------- | ---- |
| Oro     | 6      | Cina          | Xu Jiayu (52"42) Qin Haiyang (57"31) Zhang Yufei (55"69) Cheng Yujie (53"15)                      | 3'38"57 |      |
| Argento | 5      | Australia     | Kaylee McKeown (58"03) Zac Stubblety-Cook (58"84) Matthew Temple (50"63) Shayna Jack (51"53)      | 3'39"03 |      |
| Bronzo  | 4      | Stati Uniti   | Ryan Murphy (52"02) Nic Fink (58"19) Torri Huske (58"19) Kate Douglass (51"79)                    | 3'40"19 |      |
| 4       | 3      | Paesi Bassi   | Maaike de Waard (1'00"05) Arno Kamminga (59"00) Nyls Korstanje (50"67) Marrit Steenbergen (52"09) | 3'41"81 |      |
| 5       | 2      | Gran Bretagna | Medi Harris (59"76) James Wilby (59"47) Jacob Peters (51"11) Anna Hopkin (52"86)                  | 3'43"20 |      |
| 6       | 7      | Canada        | Kylie Masse (59"19) James Dergousoff (1'00"69) Margaret MacNeil (56"30) Ruslan Gaziev (47"54)     | 3'43"72 |      |
| 7       | 1      | Giappone      | Ryōsuke Irie (53"42) Ippei Watanabe (59"60) Ai Soma (58"40) Rikako Ikee (53"91)                   | 3'45"33 |      |
| 8       | 8      | Germania      | Ole Braunschweig (54"00) Lucas Matzerath (59"97) Angelina Köhler (56"74) Nele Schulze (54"91)     | 3'45"62 |      |